# Deutz F3L 514/7
Der Deutz F3L 514/7 ist ein Schlepper, den Klöckner-Humboldt-Deutz als praktisch baugleichen Nachfolger vom F3L 514/6 von 1959 bis 1965 herstellte. In der Typenbezeichnung werden die wesentlichen Motorkenndaten angegeben: Fahrzeugmotor mit 3-Zylindern und Lüftkühlung der Baureihe 5 mit einem Kolbenhub von 14 cm. Hinter dem Schrägstrich wird die eigentliche Modellnummer angegeben.
Er verfügt über 3990 cm³ Hubraum und war für den Einsatz auf großen landwirtschaftlichen Flächen und als Zugmaschine von schweren zapfwellengetriebenen Mähdreschern und anderen Vollerntemaschinen vorgesehen. Die Leistung beträgt in der ersten Version zunächst 50 PS (36,8 kW) und die Höchstgeschwindigkeit liegt in der Schnellgangvariante bei 29 km/h. Kurz vor Baueinstellung erhöhte Deutz durch Drehzahlerhöhung die Leistung auf 52 PS (38,2 kW) und nahm eine optische Angleichung an die neue D-Serie vor.